# Береговой (Вологодская область)
Береговой — посёлок в Шекснинском районе Вологодской области.
Входит в состав сельского поселения Чуровского, с точки зрения административно-территориального деления — в Чуровский сельсовет.
Расстояние по автодороге до районного центра Шексны — 15 км, до центра муниципального образования Чуровского — 6 км.

## История
В 1966 г. указом президиума ВС РСФСР поселок кирпичного завода переименован в Береговой.

## Население
| 2010 |
| ---- |
| 6    |